# Casa Sarafana
A Casa Sarafana é uma casa senhorial existente na freguesia de Aldeia de Santa Margarida, localizada junto à Igreja Matriz da localidade idanhense. Pertenceu à Família Vaz Sarafana e presume-se, pela indicação de uma pedra datada existente na fachada do edifício, que terá sido construída em 1856.
No jardim da casa existe uma passagem, actualmente encerrada, para a igreja e que, assim, permitia aos senhores desta abastada família ali entrar a partir da sua própria casa.
Foi adquirida durante o ano de 2007 pela Liga dos Amigos de Aldeia de Santa Margarida e será alvo de uma profunda intervenção de modo a receber o Lar de Idosos da freguesia. Uma estrutura que será um completo do já existente Centro de Dia para Apoio à 3.ª Idade.